# 워싱턴 스퀘어 (영화)
워싱턴 스퀘어(영어: Washington Square)는 미국에서 제작된 아그니에슈카 홀란트 감독의 1997년 드라마, 멜로/로맨스 영화이다. 제니퍼 제이슨 리 등이 주연으로 출연하였고 줄리 버그먼 센더 등이 제작에 참여하였다.

## 출연

### 주연
- 제니퍼 제이슨 리
- 앨버트 피니
- 벤 채플린
- 매기 스미스

### 조연
- 주디스 아이비
- 제니퍼 가너
- 로버트 스탠턴
- 베치 브랜틀리
- 스콧 잭
- 피터 멀로니

## 제작진
- 총괄프로듀서: 랜디 오스트로
- 협력프로듀서: 크리산 버기스
- 배역: 데브라 제인